# Ragnitz
Ragnitz is een gemeente in de Oostenrijkse deelstaat Stiermarken, en maakt deel uit van het district Leibnitz.
Ragnitz telt 1444 inwoners.

## Bezienswaardigheden
- Kasteel Rohr

Allerheiligen bei Wildon ·
Arnfels ·
Ehrenhausen an der Weinstraße ·
Empersdorf ·
Gabersdorf ·
Gamlitz ·
Gleinstätten ·
Gralla ·
Großklein ·
Heiligenkreuz am Waasen ·
Heimschuh ·
Hengsberg ·
Kitzeck im Sausal ·
Lang ·
Lebring-Sankt Margarethen ·
Leibnitz ·
Leutschach an der Weinstraße ·
Oberhaag ·
Ragnitz ·
Sankt Andrä-Höch ·
Sankt Georgen an der Stiefing ·
Sankt Johann im Saggautal ·
Sankt Nikolai im Sausal ·
Sankt Veit in der Südsteiermark ·
Schwarzautal ·
Straß in Steiermark ·
Tillmitsch ·
Wagna ·
Wildon
- Gemeinsame Normdatei: 4195487-7
- Virtual International Authority File: 239225508